# Alicia Keys

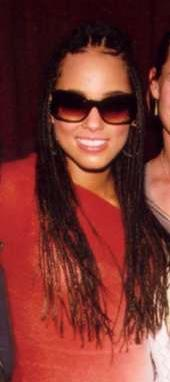
Alicia Keys 2004.

Alicia Augello Cook, mer känd under artistnamnet Alicia Keys, född 25 januari 1981 i New York, är en amerikansk sångare och låtskrivare.
Hon uppfostrades av en ensamstående mor i Hell's Kitchen-området på Manhattan i New York. Vid sju års ålder började Keys att spela klassisk musik på piano. Hon studerade vid Professional Performing Arts School och tog examen vid 16 års ålder som toppstudent. Hon fortsatte sedan på Columbia University men hoppade av för att ägna sig åt sin musikkarriär. Keys släppte sitt debutalbum med J Records, men hade innan dess ett skivkontrakt både med Columbia och Arista Records.
Keys debutalbum, Songs in A Minor, var en kommersiell framgång med över 12 miljoner sålda exemplar världen över. Hon blev den bäst säljande nya artisten och bäst säljande R&B-artisten 2001. Keys tilldelades fem Grammy Awards 2002 för albumet, bland annat "Best New Artist" och "Song of the Year" för "Fallin". Hennes andra album, The Diary of Alicia Keys, släpptes 2003 och även det var en framgång världen över med åtta miljoner sålda exemplar. För albumet tilldelades hon ytterligare fyra Grammy Awards 2005. Senare samma år släppte hon sitt första livealbum, Unplugged, som debuterade som nummer ett i USA.
Keys gästspelade i flera TV-serier under de följande åren, hennes första gästspel var i serien Förhäxad. Hon gjorde sin filmdebut i Smokin' Aces och därefter medverkade hon i "The Nanny Diaries" 2007. Hennes tredje album, As I Am, släpptes samma år och sålde sex miljoner exemplar världen över. Keys tilldelades ytterligare tre Grammy Awards för det nya albumet. Året därpå medverkade hon i The Secret Life of Bees, som gav henne en nominering till "NAACP Image Awards". Hon släppte sitt fjärde album, The Element of Freedom, i december 2009, som blev Keys första albumlist-toppning i Storbritannien. Under sin karriär har Keys vunnit ett flertal priser och har sålt över 30 miljoner album världen över. Billboard Magazine kallade henne den bästa R&B-artisten 2000–2009, och hon etablerade sig som en av sin tids bäst säljande artister.

## Liv och karriär

### 1981–1996: Uppväxt
Keys föddes 1981 i Hell's Kitchen-området på Manhattan i New York i New York. Hon är enda barn till flygstewarden Craig Cook och advokatsekreteraren Teresa Augello, som även är deltidsarbetande skådespelare. Keys mor är av skotsk, irländsk och italiensk härkomst, och hennes far är afroamerikan, som i senare relationer fick två barn. Föräldrarna separerade när hon var två år och därefter har hon uppfostrats av sin mor. År 1985, vid fyra års ålder, gjorde Keys ett framträdande på The Cosby Show där hon och en grupp flickor spelade delar av Rudy Huxtables övernattningsgäster i avsnittet "Slumber Party". Under hela sin barndom skickades Keys på musik- och danslektioner av sin mor. Hon började spela piano när hon var sju och lärde sig spela klassisk musik av Beethoven, Mozart och Chopin. Keys blev inskriven vid Professional Performing Arts School vid 12 års ålder och började skriva låtar vid 14 års ålder. Vid 16 års ålder hade hon tagit examen som toppstudent på tre år med kör som huvudämne. Hon kom in på Columbia University och hade samtidigt ett skivkontrakt med Columbia Records. Hon försökte hantera båda men valde att hoppa av college efter fyra veckor för att satsa på sin musikkarriär.

### 1997–2000: Början av karriären
Keys tecknade ett demoavtal med Jermaine Dupri och So So Def Recordings och var med på musikbolagets julalbum med "The Little Drummer Girl". Hon skrev och spelade in en låt med titeln "Dah Dee Dah (Sexy Thing)", som fanns med på soundtracket till filmen Men in Black, 1997. Låten var Keys första professionella inspelning, men den släpptes aldrig som singel och hennes skivkontrakt med Columbia avslutades efter en tvist med skivbolaget. Keys ringde upp Clive Davis, som kände en "särskild, unik" artist från hennes framträdande och tecknade henne till skivbolaget Arista Records, som senare upplöstes. Keys var nära att välja Wilde som sitt artistnamn tills hennes manager föreslog namnet Keys efter en dröm han hade haft. Keys kände att namnet representerade både henne som artist och person. Hon följde med Davis till hans nystartade skivbolag J Records och spelade då in låtarna "Rock wit U" och "Rear View Mirror", vilka var med på soundtracken till filmerna Shaft (2000) och Dr Dolittle 2  (2001).

### 2001–2002: Songs in A Minor
Keys gav ut sitt första album, Songs in A Minor i juni 2001. Albumet debuterade som nummer ett på Billboard 200 och sålde 236 000 exemplar under sin första vecka. Albumet sålde över 6,2 miljoner exemplar i USA och albumet erhöll platina sex gånger av Recording Industry Association of America (RIAA). Det såldes över 12 miljoner exemplar världen över, och hon etablerade sig både inom och utanför USA, där hon blev den bäst säljande nya artist och bäst säljande R&B-artist 2001. Albumets första singel "Fallin'", tillbringade sex veckor som nummer ett på Billboard Hot 100. Albumets andra singel, "A Woman's Worth" nådde nummer tre på samma lista. Följande år återutgavs albumet Remixed & Unplugged in a Minor, vilken innehöll åtta remixer och sju unplugged-versioner av låtarna från originalalbumet.
För albumet "Songs in a Minor" vann Keys fem priser vid Grammy awards 2002; "Song of The Year", "Best Female R&B Vocal Performance" och "Best R&B Song" för "Fallin '", "Best New Artist" och "Best R&B-album". "Fallin'" var också nominerad till "Record of the Year". Keys blev den andra kvinnliga soloartisten att vinna fem Grammy awards under en enda natt. Samma år samarbetade Keys med Christina Aguilera på Aguileras kommande album Stripped. Keys skrev, samproducerade och sjöng i bakgrunden på låten "Impossible". Under 2000-talets början medverkade Keys som statist i tv-serierna Förhäxad och American Dreams.

### 2003–2005: The Diary of Alicia Keys och Unplugged
Keys följde upp sin debut med albumet The Diary of Alicia Keys som släpptes i december 2003. Albumet debuterade som nummer ett på Billboard 200 och sålde över 618 000 exemplar redan den första veckan. Den blev den bästsäljande försäljningen för en kvinnlig artist år 2003. Albumet sålde 4 400 000 exemplar i USA och erhöll platina fyra gånger av RIAA. Världen över såldes åtta miljoner exemplar, vilket medförde att det blev det sjätte bäst säljande albumet av en kvinnlig artist och det näst bäst säljande albumet av en kvinnlig R&B-artist. Singlarna "You Don't Know My Name" och "If I Ain't Got You" nådde båda topp fem på Billboard Hot 100, och den tredje singeln, "Diary", hamnade i top tio. Den fjärde singeln, "Karma", var mindre framgångsrik på Billboard Hot 100, då den hamnade på nummer 20. "If I Ain't Got You" blev den första singeln av en kvinnlig artist att förbli på Billboard Hot R&B/Hip-Hop Songs-listan i över ett år.
Keys vann Bästa R&B-video för "If I Ain't Got You" på MTV Video Music Awards 2004, hon framförde låten och "Higher Ground" med Lenny Kravitz och Stevie Wonder. Senare samma år släppte Keys sin roman Tears for Water: Songbook of Poems and Lyrics, en samling outgivna dikter från sina tidskrifter och texter. Titeln kommer från en av hennes dikter "Love and Chains" från raden: "Jag har inget emot att dricka mina tårar som vatten." Hon sa att titeln är grunden för hennes skrivande, eftersom "allt jag någonsin har skrivit kommer från mina tårar av glädje, av smärta, sorg, depression, även från frågor". Boken sålde för över 500000 US dollar, vilket gjorde att Keys hamnade på The New York Times bästsäljarlista under 2005. Följande år vann hon sitt andra raka pris för Bästa R&B-video på MTV Video Music Awards för videon "Karma". På Grammy Awards 2005 framförde Keys "If I Ain't Got You" och sedan gjorde hon Jamie Foxx och Quincy Jones sällskap på scen med en tolkning av "Georgia on My Mind", Hoagy Carmichael-låten som blev känd genom Ray Charles år 1960. Den kvällen vann hon fyra Grammy Awards: Best Female R&B Vocal Performance för "If I Ain't Got You", Best R&B Song för "You Don't Know My Name", Best R&B-album för "The Diary of Alicia Keys", och Best Performance by a Duo or Group with Vocals" för låten "My Boo" med Usher.
Keys framförde och spelade in sin del av MTV Unplugged-serien i juli 2005 på Brooklyn Academy of Music. Inspelningen släpptes på CD och DVD i oktober 2005. Med titeln "Unplugged" debuterade albumet som nummer ett på Billboard 200-listan med 196 000 sålda exemplar första veckan. Albumet sålde en miljon exemplar i USA, där den erhöll Platina av RIAA, och två miljoner exemplar världen över. Debuten av Keys Unplugged var den högsta för ett MTV Unplugged-album sedan Nirvanas MTV Unplugged 1994 i New York och den första Unplugged av en kvinnlig artist som debuterat som nummer ett. Albumets första singel "Unbreakable" nådde plats nummer 34 på Billboard Hot 100 och nummer fyra på Hot R&B/Hip-Hop Songs. Singeln låg även på förstaplats på Billboard Hot Adult R&B Airplay i 11 veckor.
Keys öppnade en inspelningsstudio som hon döpte till "The Oven Studios" på Long Island, New York. Hon är delägare tillsammans med sin produktions- och låtskrivarpartner Kerry "Krucial" Brothers. Studion designades av den välkända studioarkitekten John Storyk, som även designade Jimi Hendrix "Electric Lady Studios". Keys och Brothers är grundare av KrucialKeys Enterprises, ett produktions- och låtskrivarteam som assisterar Keys med att skapa hennes album, och även skapar musik åt andra artister.

### 2006–2008: Filmdebut och As I Am
År 2006 vann Keys tre NAACP Image Awards inom kategorierna "Outstanding Female Artist" och "Outstanding Song" för låten "Unbreakable". Hon vann även ett Starlight Award av Songwriters Hall of Fame. I oktober 2006 spelade hon rösten till Mamma Mars i "Mission to Mars"-avsnittet i barn TV-serien The Backyardigans, där hon sjöng sången "Almost Everything Is Boinga Here". Samma år drabbades Keys nästan av ett psykiskt sammanbrott. Hennes mormor hade dött och hennes familj var starkt beroende av henne. Hon kände att hon behövde "fly" och åkte till Egypten i tre veckor. Hon förklarade: "Den här resan var definitivt det mest avgörande jag har gjort för mig i mitt liv hittills. Det var en mycket svår tid jag hade att hantera och det bara kom till den punkt där jag verkligen behövde fly, ärligt, och jag behövde komma så långt bort som möjligt."
Keys gjorde sin filmdebut i början av 2007 i filmen "Smokin' Aces", som lönnmördaren Georgia Sykes, där hon spelar mot Ben Affleck och Andy Garcia. Keys fick mycket beröm av sina motspelare i filmen, Reynolds sa att Keys var "så naturlig" och att hon skulle "överraska alla". Samma år fick Keys ytterligare beröm för sin andra film, "The Nanny Diaries" som är baserad på romanen från 2002 med samma namn, i vilken även med Scarlett Johansson och Chris Evans medverkar. Hon har även gästspelat som sig själv i dramaserie "Cane" i avsnittet "One Man Is an Island".

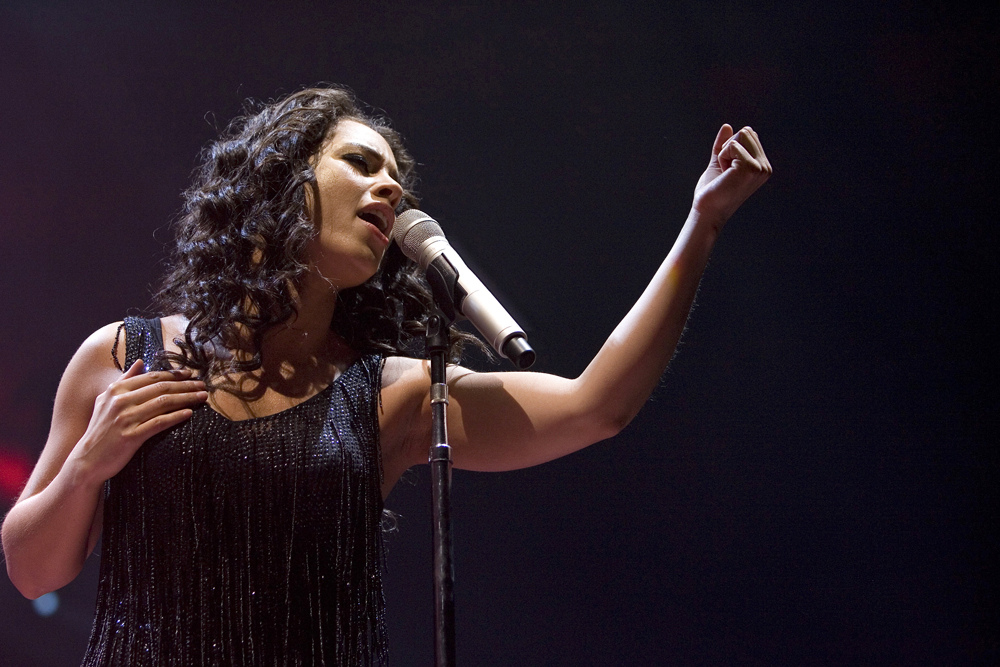
Keys liveuppträdande den 20 mars 2008.

Keys släppte sitt tredje album "As I Am" i november 2007 och debuterade som nummer ett på Billboard 200. Albumet sålde 742 000 exemplar under sin första vecka. Det blev Keys högsta försäljning under en första vecka i sin karriär. Den vecka blev den näst högsta försäljningsveckan under 2007 och den högsta försäljningsveckan för en kvinnlig soloartist sedan sångerskan Norah Jones album "Feels Like Home" 2004. Albumet sålde nästan fyra miljoner exemplar i USA och erhöll platina tre gånger av RIAA. Albumet sålde nästan sex miljoner exemplar världen över. Keys fick fem nomineringar för "As I Am" på American Music Award 2008 och vann två. Albumets första singel "No One" nådde nummer ett på Billboard Hot 100 och Hot R&B/Hip-Hop Songs. Albumets andra singel, "Like You'll Never See Me Again", släpptes i slutet av 2007 och nådde nummer 12 på Billboard Hot 100 och nummer ett på Hot R&B/Hip-Hop Songs. Albumets tredje singel, "Teenage Love Affair", nådde nummer tre på Hot R&B/Hip-Hop Songs listan. Hennes fjärde singel, "Superwoman", nådde nummer 82 på Billboard Hot 100 och nummer 12 på Hot R&B/Hip-Hop Songs.
För singel "No One" erhöll Keys utmärkelserna Best Female R&B Vocal Performance och Best R&B-song vid Grammy Awards 2008. Keys inledde ceremonin genom att framföra Frank Sinatra "Learnin' the blues" som en "duett" med arkivmaterial av Sinatra i en video och "No One" med John Mayer senare i showen. Keys vann också Bästa Kvinnliga R&B-artist under showen. Hon medverkade i "Fresh Takes", en kommersiell mikro-serie skapad av Dove Go Fresh, som hade premiär under The Hills på MTV från mars till april 2008. Premiären firade lanseringen av nya Dove Go Fresh. Hon har även skrivit avtal som talesman med Glacéaus VitaminWater för att stödja produkten, och medverkade även i en reklamfilm för American Express för deras kampanj "Är du en Kortmedlem?". Keys och gitarristen och sångaren Jack White från The White Stripes, spelade in ledmotivet till Bondfilmen Quantum of Solace, vilket blev den första duetten någonsin på ett Bond-soundtrack. År 2008 var Keys rankad som nummer 80 på Billboard Hot 100 All-Time Top Artists. Hon medverkade även i "The Secret Life of Bees", en filmatisering av Sue Monk Kidds hyllade bestseller roman från 2003 med samma namn, tillsammans med Jennifer Hudson och Queen Latifah och den släpptes i oktober 2008 via Fox Searchlight. Hennes roll gav henne en nominering för Bästa kvinnliga biroll i en spelfilm på NAACP Image Awards. Hon fick också tre nomineringar till Grammy Awards 2009 och vann Best Female R&B Vocal Performance för låten "Superwoman".

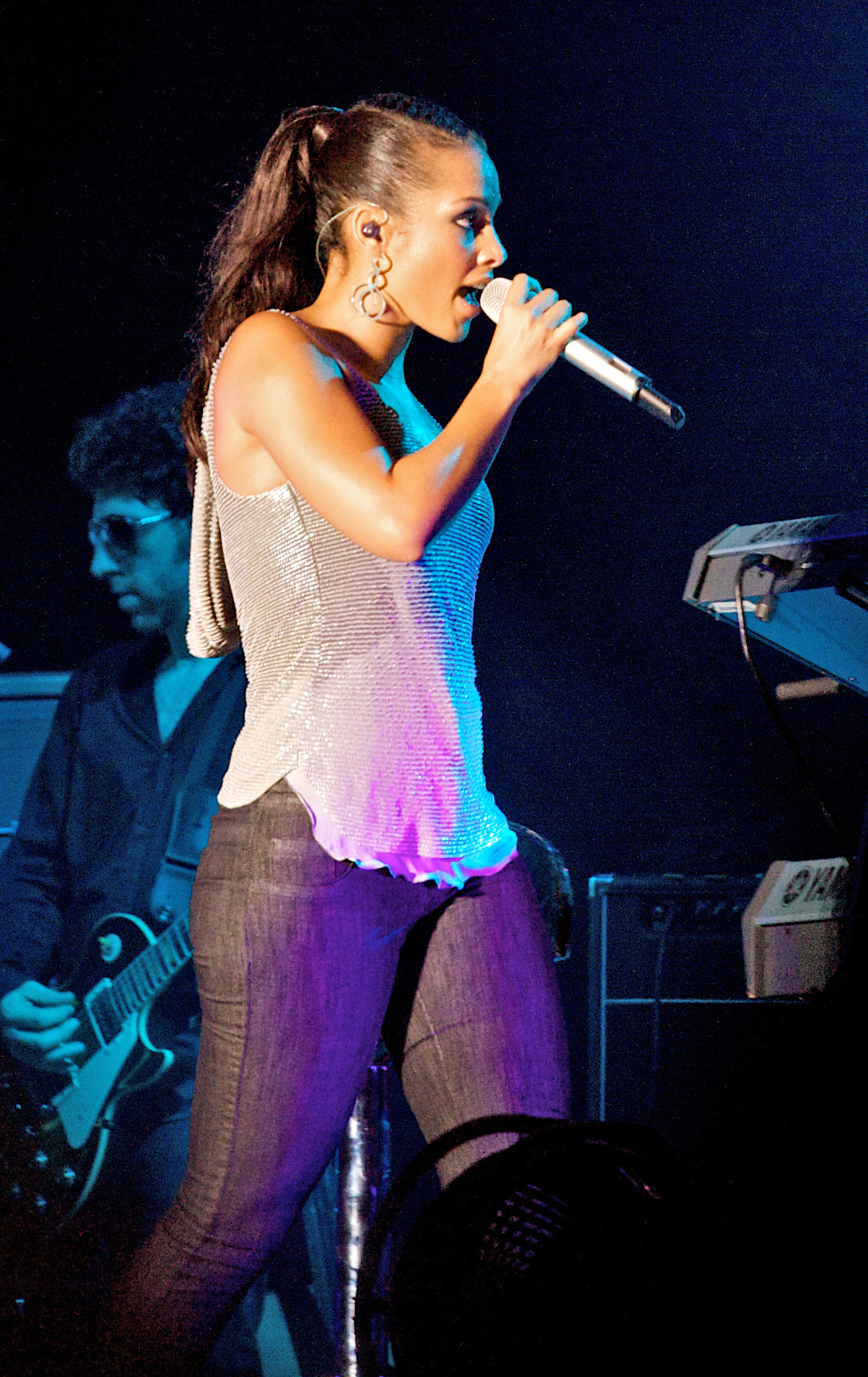
Keys uppträder på Summer Sonic Festival 2008 i Tokyo, Japan

### 2009–nutid: The Element of Freedom
Keys och managern Jeff Robinson skev ett filmproduktionsavtal för att utveckla live-action och animerade projekt med Disney. Den första filmen kommer att vara en nyinspelning av komedin "Bell, Book and Candle" från 1958 och Keys kommer att spela en häxa som kastar en kärleksförtrollning för att locka en konkurrents fästman. Keys och Robinson har också bildat ett TV-produktionsbolag som de kallar "Big Pita". Keys och Robinson kommer att utveckla live-action och animerade projekt från sitt företag, Big Pita och Little Pita, med Keys som producent.
Keys har samarbetat med skivproducent Swizz Beatz för att skriva och producera "Million Dollar Bill" för Whitney Houstons sjunde studioalbum, "I Look To You". Keys har också samarbetat med artisten Jay-Z på låten "Empire State of Mind" från hans album "The Blueprint 3" 2009. Låten toppade Billboard Hot 100 och blev hennes fjärde singeletta på listan. "American Society of Composers, Authors and Publishers" hedrade Keys med Golden Note Award, ett pris som ges till artister "som når en extraordinär milstolpe i karriären". Keys samarbetade med spanska artisten Alejandro Sanz för "Looking for Paradise", som toppade Hot Latin Songs listan. Keys släppte sitt fjärde studioalbum, "The Element of Freedom", i december 2009. Albumet debuterade som nummer två på Billboard 200, med 417 000 sålda exemplar den första veckan. Som en del av PR-kampanjen för albumet uppträdde hon på Caymanöarna Jazz Festival den 5 december, den sista natten av tredagarsfestivalen som sändes på Black Entertainment Television (BET). Albumets första singel, "Doesn't Mean Anything", nådde nummer 60 på Billboard Hot 100. Keys rankades som bästa R&B-artist under 2000-2009 av musiktidskriften Billboard och rankas som den femte bästa artisten det decenniet, medan hennes låt "No One" rankades som nummer sex på tidningens låtar av decenniet. "The Element of Freedom" var det första albumet av Keys som toppade den brittiska albumlistan. Den 11 juni 2010 framförde Keys "Empire State of Mind" för Fifas VM Kick-Off i Johannesburg, Sydafrika.

## Musikstil
Keys är en skicklig pianist och majoriteten av hennes låtar innehåller pianospel. Hon skriver ofta om kärlek, sorg och kvinnlig frigörelse. Hon har nämnt flera musiker som sina inspirationskällor, bland annat Prince, Nina Simone, Barbra Streisand, Marvin Gaye, Quincy Jones, Donny Hathaway och Stevie Wonder. Keys stil har rötter i gospel och vintage soul, kompletterad med bas och programmerade trumslag. Hon har införlivat klassiskt piano med R&B, soul och jazz i sin musik. Hon började experimentera med andra genrer, däribland pop och rock i sitt tredje album "As I Am" och i sitt fjärde album "The Element of Freedom" övergick hon från neo soul till ett R&B-sound från 1980-talet och 1990-talet.

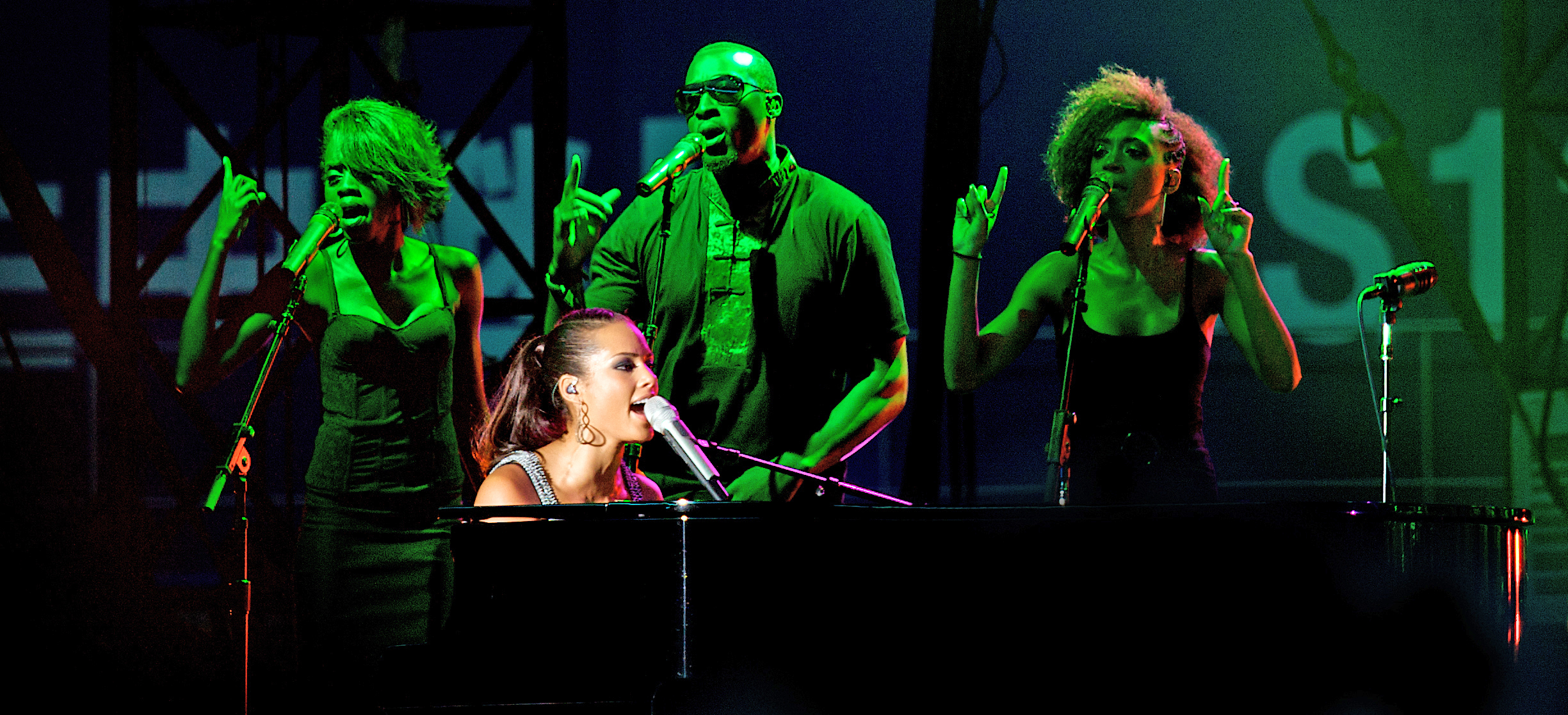
Keys spelar piano medan hon uppträder, omgiven av tre vokalister

Keys har ett röstomfång på en alt, som sträcker sig över tre oktaver. Hon kallas ofta för "Princess of Soul" och lovordas för att ha en stark, rå och lidelsefull röst medan andra anser att hennes röst är "känslomässig" ibland och att hon driver sin röst ur dess naturliga utbredningsområde.
Joanna Hunkin från "The New Zealand Herald" recenserade ett av Keys uppträdande, där även Kylie Minogue deltog. Hon beskrev Minogues reaktion på Keys prestationer och säger "det var uppenbart att hon var lika mycket ett fan som de 10.000 andra på Vector Arena". Hunkin kännetecknade Keys öppningsnummer som ett "headbanging framträdande och hennes energi som hög-oktan energi som flesta band spara till sitt avslutniningsnummer." I slutet av hennes två timmars framträdande skrek, stampade och bad fansen om ett andra extranummer. Keys har under sin karriär vunnit flera utmärkelser och är listad på Recording Industry Association of Americas bäst säljande artister i USA, med 15 miljoner RIAA certifierade album. Hon har sålt över 30 miljoner album världen över och har etablerat sig som en av de bäst säljande artister av sin tid.

## Filantropi

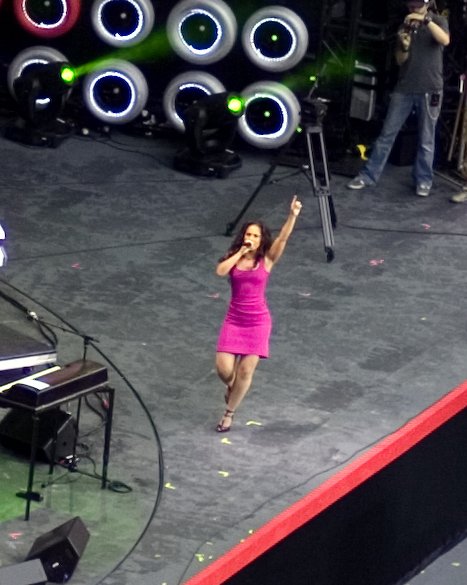
Keys uppträder på Live Earth-konserten

Alicia Keys är en av grundarna och global ambassadör för "Keep A Child Alive", vilket är en ideell organisation som ger medicin till familjer med hiv och aids i Afrika. Keys och U2-sångaren Bono spelade in en coverversion av Peter Gabriels och Kate Bushs "Don't Give Up", för att uppmärksamma Världsaidsdagen 2005. Keys och Bonos version av låten bytte titel till "Don't Give Up (Afrika)" för att återspegla den typ av välgörenhet den gynnade. Hon besökte afrikanska länder såsom Uganda, Kenya och Sydafrika för att främja vård av barn som drabbats av aids. Hennes arbete i Afrika dokumenterades i dokumentären Alicia in Africa: Journey to the Motherland och fanns tillgänglig i april 2008.
Keys har också donerat till "Frum tha Ground Up", en ideell organisation som hjälper barn och ungdomar med stipendier. Hon uppträdde i Philadelphia, Pennsylvania, som en del av den världsomspännande Live 8-konserten för att öka medvetenheten om fattigdom i Afrika och att utöva påtryckningar på G8-ledarna att agera. Under 2005 uppträdde Keys på "ReAct Now: Music & Relief och Shelter from the Storm: A Concert for the Gulf Coast, två välgörenhetsprogram som samlade in pengar till dem som drabbats av orkanen Katrina. I juli 2007 uppträdde Keys och Keith Urban med Rolling Stones låten "Gimme Shelter" från 1969 på Giants Stadium i East Rutherford, New Jersey på en Live Earth-konsert.
Keys uppträdde med Donny Hathaways låt "Someday We'll All Be Free" från 1973 på America: A Tribute to Heroes TV-sända välgörenhetsgala efter attackerna den 11 september. Hon deltog i konserten vid Nobels fredspris, som ägde rum i Oslo Spektrum i Oslo, Norge, den 11 december 2007, tillsammans med andra artister. Hon spelade en signaturmelodi för demokratiska presidentkandidaten Barack Obama. För sitt arbete blev Keys hedrad vid BET Awards 2009 med Humanitarian Award. Keys framförde låten "Prelude to a Kiss", som hon ändrade till "Send Me An Angel", från sitt album "As I Am för" på Hope for Haiti Now: A Global Benefit for Earthquake Relief, ett välgörenhetsevent för Haiti jordbävningen 2010.

## Diskografi

### Studioalbum
- 2001 – Songs in A Minor
- 2003 – The Diary of Alicia Keys
- 2007 – As I Am
- 2009 – The Element of Freedom
- 2012 – Girl on Fire
- 2016 – Here

### Livealbum
- 2005 – Unplugged
- 2013 – VH1 Storytellers

### Singlar
- 2001 – "Fallin' "
- 2001 – "Brotha Part II" (med Eve och Angie Stone)
- 2002 – "A Woman's Worth"
- 2002 – "How Come You Don't Call Me"
- 2002 – "Gangsta Lovin'" (med Eve)
- 2002 – "Girlfriend"
- 2003 – "You Don't Know My Name"
- 2004 – "If I Ain't Got You"
- 2004 – "Diary"
- 2004 – "My Boo" (med Usher)
- 2004 – "Karma"
- 2005 – "Unbreakable"
- 2006 – "Every Little Bit Hurts"
- 2006 – "Ghetto Story Chapter 2" (med Cham)
- 2007 – "No One"
- 2007 – "Like You'll Never See Me Again"
- 2008 – "Teenage Love Affair"
- 2008 – "Another Way to Die" (med Jack White)
- 2008 – "Superwoman"
- 2009 – "Empire State Of Mind" (med Jay-Z)
- 2009 – "Doesn't Mean Anything"
- 2009 – "Looking for Paradise" (med Alejandro Sanz)
- 2009 – "Try Sleeping With a Broken Heart"
- 2010 – "Put It in a Love Song" (med Beyoncé)
- 2010 – "Empire State of Mind (Part II) Broken Down"
- 2010 – "Un-Thinkable (I'm Ready)"
- 2010 – "Wait 'Til You See My Smile"
- 2011 – "Say It's So" (med Mateo)
- 2011 – "International Party" (med Swizz Beatz)
- 2012 – "New Day" (med 50 Cent och Dr. Dre)
- 2012 – "Girl on Fire" (med Nicki Minaj)
- 2012 – "Not Even the King"
- 2012 – "Brand New Me"
- 2013 – "Fire We Make" (med Maxwell)
- 2013 – "Tears Always Win"
- 2013 – "I Will Pray (Pregherò)" (med Giorgia)
- 2014 – "It's On Again" (med Kendrick Lamar)
- 2014 – "We Are Here"
- 2014 – "We Gotta Pray"
- 2015 – "28 Thousand Days"
- 2016 – "In Common"
- 2016 – "Back to Life"
- 2016 – "Blended Family (What You Do for Love)" (med ASAP Rocky)
- 2018 – "Us" (med James Bay)
- 2019 – "Raise a Man"
- 2019 – "Show Me Love" (med Miguel)
- 2019 – "Time Machine"
- 2019 – "The Christmas Song"

## Turnéer
- Songs in A Minor Tour (2001–2002)
- Verizon Ladies First Tour (2004)
- The Diary Tour (2005)
- As I Am Tour (2008)
- The Freedom Tour (2010)
- Set the World on Fire Tour (2013)

## Filmografi
| TV   | TV                         | TV                   | TV                                                      |
| År   | Titel                      | Roll                 | Noteringar                                              |
| ---- | -------------------------- | -------------------- | ------------------------------------------------------- |
| 1985 | The Cosby Show             | Maria                | Slumber Party" (säsong 1, avsnitt 22)                   |
| 2001 | Förhäxad                   | P3 VIP Patron        | Size Matters" (säsong 4, avsnitt 5)                     |
| 2003 | American Dreams            | Fontella Bass        | "Rescue Me" (säsong 2, avsnitt 6)                       |
| 2003 | The Proud Family           | Sig själv (röst)     | The Good, the Bad, and the Ugly" (säsong 3, avsnitt 46) |
| 2005 | Sesame Street              | Sig själv            | Säsong 36                                               |
| 2006 | The Backyardigans          | Mommy Martian (röst) | Mission to Mars" (säsong 2, avsnitt 1)                  |
| 2007 | Cane                       | Sig själv            | "One Man Is an Island" (säsong 1, avsnitt 7)            |
| 2007 | Elmo's Christmas Countdown | Sig själv            | TV-sänd Julspecial                                      |
| 2008 | Dove "Fresh Takes"         | Alex                 | Medverkade i alla fem avsnitten                         |
| 2010 | American Idol (säsong 9)   | Sig själv            | Mentor                                                  |
| Film |                            |                      |                                                         |
| År   | Titel                      | Roll                 | Noteringar                                              |
| 2007 | Smokin' Aces               | Georgia Sykes        |                                                         |
| 2007 | The Nanny Diaries          | Lynette              |                                                         |
| 2008 | The Secret Life of Bees    | June Boatwright      |                                                         |